# Andreva
Andreva es un cultivar de higuera de tipo higo común Ficus carica, bífera (con dos cosechas por temporada, brevas e higos de otoño), de higos de epidermis con color de fondo negro reluciente con sobre color negro rojizo. Se cultiva en la colección de higueras de Montserrat Pons i Boscana en Llucmajor, Islas Baleares.

## Sinonimia
- „sin sinónimo“.[4][6][7]

## Historia
Actualmente la cultiva en su colección de higueras baleares Montserrat Pons i Boscana, rescatada de un ejemplar o higuera madre ubicada en "es Monjos" en el término de Porreras, su localización se debe al azar.
En el libro de Estelrich (La Higuera, 1910) se lee textualmente: "En Los Monjos, en el lado de la carretera del Estado que va de Campos a Porreres, existen unas cuantas higueras Andrevas formando línea, de unos ocho años de edad, de buena apariencia y de hermosa copa". Siguiendo estas indicaciones Monserrat Pons junto con el maestro podador Miquel Lladó se trasladaron al lugar mencionado, y la decepción fue evidente, al encontrar una nueva carretera desviada de la carretera del Estado mencionada por Estelrich, pero pudieron observar que dentro de la pared de la nueva carretera, salían haciendo hilera unos retoños arbustivos, uno de ellos en plena maduración de frutos. Observando los higos pudieron comprobar que coincidían totalmente con la descripción hecha por Estelrich en 1910.
La variedad 'Andreva' es probablemente originaria de Campos y cultivada en "son Penya" término de Porreras, posesión vecina de "es Monjos" y según informantes entendidos en la procedencia del árbol debe su nombre a su origen de "son Andreu" predio del término de Campos.

## Características
La higuera 'Andreva' es una variedad bífera de tipo higo común. Árbol de desarrollo mediano, con copa altiva y denso ramaje. Sus hojas con 3 lóbulos son las mayoritarias, de 1 lóbulo (30%) y de 5 lóbulos (10%). Sus hojas con dientes presentes y márgenes ondulados, ángulo peciolar obtuso. 'Alenyana' tiene poco desprendimiento de higos, y un rendimiento productivo reducido por cada árbol. La yema apical cónica de color verde amarillento.
Los frutos 'Andreva' son de tamaño de longitud x anchura:39 x 60 mm de forma tanto en las brevas como los higos ovoidal, que presentan unos frutos grandes, sobre todo las brevas, simétricos en la forma y uniformes en las dimensiones, de unos 47,120 gramos en promedio, de epidermis de consistencia mediana, grosor de la piel mediano, blanda y textura un poco áspera, de color de fondo negro reluciente con sobre color negro rojizo. Ostiolo de 2 a 5 mm con escamas pequeñas rosadas. Pedúnculo de 2 a 3 mm cilíndrico de color verde oscuro. Grietas ausentes. Costillas poco marcadas. Con un ºBrix (grado de azúcar) de 17 jugosas no muy sabrosas en las brevas, y de 18 poco dulce en higos, con color de la pulpa rojo intenso granate. Con cavidad interna grande, y una gran cantidad de aquenios medianos. Son de un inicio de maduración en las brevas sobre el 13 de junio, la maduración de los higos sobre el 18 de agosto al 23 de septiembre. De rendimiento por árbol no muy productivo tanto en higos como en brevas.
Se usa como brevas e higos frescos para alimentación humana, apreciados solo por su precocidad. Frescos y secos para alimentación animal. Poco prolífica, con una producción reducida tanto de brevas como de higos. Son de difícil abscisión del pedúnculo y mediana facilidad de pelado. Bastantes resistentes a las lluvias y a la apertura del ostiolo. Poco resistentes al transporte y a las lluvias. Bastante susceptibles al desprendimiento.

## Cultivo
'Andreva', se utiliza brevas e higos frescos para alimentación humana. Los higos en fresco y seco para consumo animal (ganado porcino y ovino). Se está tratando de recuperar de ejemplares cultivados en la colección de higueras baleares de Montserrat Pons i Boscana en Llucmajor.